# Prva gimnazija u Sarajevu
Prva gimnazija u Sarajevu najstarija je srednja škola u Bosni i Hercegovini. Osnovana je 1879. godine dekretom Zemaljske vlade, odlukom austrijskog cara i ugarskog kralja Franje Josipa. Dan škole obilježava se 6. travnja.

## Povijest
Prvi ravnatelj škole bio je dr. Ivan Branislav Zoch. U prvoj školskoj godini škola je imala 42 učenika. Do 1919. gimnazija je bila muška. Prva zgrada u kojoj se škola nalazi bila je zgrada ruždije u Halilbašićevoj ulici, nakon čega se škola preselila u Salomovu zgradu na uglu Jelićeve ulice u blizini sarajevske katedrale. Škola se preselila u današnju zgradu 1889. godine.
Škola je osvojila drugu nagradu na austrougarskoj školskoj izložbi u Trstu 1883. godine, ostavljajući iza sebe škole iz Beča i Budimpešte.
Nastavni jezik škole bio je "balkanski zemaljski jezik s latiničnim i ćiriličnim pismom". Škola je bila vrlo dobro opremljena, a učionice, udžbenici bili su uređeni prema najvišim didaktičkim standardima i postignućima tog vremena.

## Imena
- Carska-kraljevska realna gimnazija
- Klasična (humanistička) gimnazija (1883. – 1884.)
- Velika gimnazija (1884. – 1922.)
- Prva gimnazija (1922. – 1925.)
- Prva muška realna gimnazija (1925. – 1953.)
- Državna klasična gimnazija – Prva muška gimnazija (1953. – 1954.)
- Državna klasična gimnazija (1954. – 1960.)
- Prva klasična gimnazija (1960. – 1961.)
- Prva gimnazija (1961. – 1982.)
- Revolucionari i narodni heroji Prve gimnazije (1982. – 1991.)
- Javna ustanova Prva gimnazija (1991.)

## Poznati učenici
- Vera Šnajder, matematičarka [1]

- Safvet-beg Bašagić, književnik
- Isak Samokovlija, književnik
- Tugomir Alaupović, književnik
- Petar Kočić, književnik
- Vojo Dimitrijević, slikar
- Branko Šotra, slikar
- Jovan Bijelić, slikar
- Mario Mikulić, slikar
- Alija Izetbegović, političar
- Vladimir Prelog, kemičar
- Ivo Andrić, književnik
- Slobodan Princip Seljo, narodni heroj
- Vojislav Šešelj, ratni zločinac
- Saša Lošić, glazbenik

## Ravnatelji
Za vrijeme postojanja gimnazije škola je imala 21 ravnatelja:
- Ivan Branislav Zoch
- Gustav Johan Jili (1882. – 1884.)
- Davorin Nemanić (1884. – 1890.)
- Martin Bedjanić (1900. – 1910.)
- Dragan Kudlih (1910. – 1915.)
- Ivan Kovačić (1916. – 1918.)
- Milan Čuović (1918. – 1926.)
- Vladimir Perinović (1926. – 1928.)
- Lazar Kondić (1931. – 1940.)
- Milenko Vidković (1945. – 1950.)
- Obren Vukomanović (1950. – 1951.)
- Ivan Barbalić (1951. – 1956.)
- Momčilo Jovanović (1959. – 1965.)
- Blanka Popović (1965. – 1973.)
- Adila Muhamedagić (1974. – 1982.)
- Amir Avdagić (1983. – 1987.)
- Zlata Bukvić (1987. – 2000.)
- Ešrefa Gačanin (2000. – 2009.)
- Jasmina Hadžimurtezić (2009. – 2013.)
- Kenan Novalija (2013. – 2016.)
- Jasmina Melkić (2016. – 2017.)
- Lejla Tuzlak (od 2017.)

## Vanjske povezice
- Prva gimnazija - Sarajevo. Sarajevo (1878-1918). Inačica izvorne stranice arhivirana 14. ožujka 2017. Pristupljeno 11. siječnja 2017.
- Prva gimnazija Sarajevo. Pristupljeno 11. siječnja 2017.

1. ↑  Vera Šnajder Award. Bosnia & Herzegovina Futures Foundation (engleski). Pristupljeno 4. lipnja 2025.